# Trae
Frazier Othel Thompson (Houston, Teksas, SAD, 3. srpnja 1980.), bolje poznat po svom umjetničkom imenu Trae Tha Truth (ranije poznat kao Trae), američki je reper i tekstopisac. Trae je član hip hop sastava Screwed Up Click. Trae je osnivač grupe Guerilla Maab zajedno s Z-Ro i Dougie D. Trae ima mlađeg brata Jay'Tona koji je također reper.

## Diskografija

### Studijski albumi
- Losing Composure (2003.)
- Same Thing Different Day (2004.)
- Restless (2006.)
- Life Goes On (2007.)
- The Beginning (2008.)
- Street King (2011.)

### Miksani albumi
- Return Of The Streets (2005.)
- Later Dayz (2006.)
- On The Grind - Southwest General (2006.)
- Dirty South Mixtape 5 (2006.)
- Tha Truth Show (2007.)
- Asshole By Nature (2007.)
- I Am Houston (2007.)
- The Streets of the South Pt. 1 (2008.)
- The Diary of the Truth (2008.)
- Street's Advocate (2008.)
- The Streets of the South Pt. 2 (2008.)
- Both Sides of the Fence (2009.)
- Trae Day (2009.)
- The Incredible Truth (2009.)
- The Incredible Truth (S.L.A.B.-ed by Pollie Pop) (2009.)
- Trae Day 2010 (2010.)
- Mr. Houston Pt. 2 (2010.)
- Traebute (2010.)
- Reasonable Drought (2010.)
- Late Night King (2010.)
- Can't Ban Tha Truth (2010.)
- King of the Streets, Vol. 2 (2010.)
- Can't Ban Tha Truth (S.L.A.B.-ed by Pollie Pop) (2011.)
- 48 Hours (2011.)
- 48 Hours (S.L.A.B.-ed by Pollie Pop) (2011.)
- Undisputed (2011.)
- Trae Day 2011 (2011.)
- King of the Streets, Vol. 3 (2011.)
- King of the Streets Freestyles (2012.)

### Singlovi
| Godina | Singl                                                               | Završne pozicije na top ljestvicama | Album         |
| Godina | Singl                                                               | SAD R&B                             | Album         |
| ------ | ------------------------------------------------------------------- | ----------------------------------- | ------------- |
| 2006.  | "Swang" (featuring Fat Pat & Big Hawk)                              | —                                   | Restless      |
| 2006.  | "In the Hood" (featuring Yung Joc)                                  | 64                                  | Restless      |
| 2007.  | "Screwed Up" (featuring Lil Wayne)                                  | 71                                  | Life Goes On  |
| 2008.  | "Ghetto Queen" (featuring Rich Boy & Lloyd)                         | —                                   | Life Goes On  |
| 2010.  | "Something Real" (featuring Plies, Slim Thug, Brian Angel & Jodeci) | —                                   | nije s albuma |
| 2010.  | "Inkredible" (featuring Lil Wayne & Rick Ross)                      | —                                   | nije s albuma |
| 2011.  | "Gettin' Paid" (featuring Wiz Khalifa)                              | —                                   | Street King   |
| 2011.  | "I'm On" (featuring Lupe Fiasco, Big Boi, Wale, Wiz Khalifa & MDMA) | —                                   | Street King   |

## Vanjske poveznice
- Trae na Twitteru
- Trae na MySpaceu